# Berent Schwineköper
Berent Schwineköper (* 8. November 1912 in Magdeburg; † 8. März 1993 in Freiburg im Breisgau) war ein deutscher Archivar und Historiker.
Der Sohn eines Apothekers entstammte einer Familie, die zum hildesheimisch-braunschweigischen Pastorenstand zählte. Er studierte von 1931 bis 1937 Geschichte, Germanistik, Kunstgeschichte und Historische Hilfswissenschaften an den Universitäten Göttingen, Wien und Freiburg. Besonders prägten ihn Alfons Dopsch, Heinrich von Srbik, Hermann Heimpel und vor allem Percy Ernst Schramm. 1931 wurde er im Corps Teutonia Göttingen aktiv. 1950 erhielt er das Band der Teutonia-Hercynia Göttingen. Bei Schramm wurde er 1937 promoviert über das Thema Der Handschuh im Recht, Ämterwesen, Brauchtum und Volksglauben.
Nachdem er von 1939 bis 1941 das Preußische Institut für Archivwissenschaft besucht hatte, wurde er Archivar beim Preußischen Staatsarchiv in Berlin-Dahlem. Am Zweiten Weltkrieg nahm er als Soldat teil. 1944 erfolgte seine Ernennung zum Archivrat am Staatsarchiv Magdeburg, an dem er bis Juni 1959 tätig war. Im Jahr 1955 hatte er eine Dozentur für Urkundenlehre und Paläographie am Potsdamer Institut für Archivwissenschaft für Urkundenlehre und Paläographie der Humboldt-Universität-Berlin. Schwineköper hatte 1958 einen Lehrauftrag an der Berliner Humboldt-Universität für Urkundenlehre und Paläographie. Er hatte maßgeblichen Anteil daran, dass die nach dem Krieg in Sachsen-Anhalt konfiszierten Adelsarchive geborgen und für zukünftige Forschungen erhalten werden konnten. Für das Magdeburger Archiv konnte er als erstes staatliches Archiv der Deutschen Demokratischen Republik 1954 eine Gesamtübersicht über die Bestände des Landeshauptarchivs Magdeburg vorlegen. 1959 verließ er die DDR und wurde Archivar am Stadtarchiv Freiburg. Er übernahm 1961 die Leitung des Stadtarchivs Freiburg und hatte sie bis 1977 inne. Schwineköper lehrte seit 1964 an der Universität Freiburg und erhielt dort 1972 den Titel Honorarprofessor.
Seine Arbeitsschwerpunkte waren die Landes- und Kirchengeschichte Mitteldeutschlands und Südwestdeutschlands, Stadtgeschichte, Archivkunde. Er publizierte 1964 und 1984 Untersuchungen zum Magdeburger Reiter. 1972 legte er in zwei Bänden eine Geschichte des Magdeburger Domstifts St. Moritz und der übrigen Magdeburger Kollegiatstifte in der renommierten Reihe Germania Sacra vor. Seine 1977 veröffentlichte Darstellung Königtum und Städte bis zum Ende des Investiturstreites, bei der die Städte im östlichen Sachsen und Nordthüringen im Blickpunkt stehen, machte ihn in der Stadtgeschichtsforschung bekannt. 
Schwineköper war außerordentliches Mitglied der Historischen Kommission der Bayerischen Akademie der Wissenschaften (1968), Mitglied des Konstanzer Arbeitskreises für mittelalterliche Geschichte (seit 1974) und wurde 1990 Mitglied in der wiederbegründeten Historischen Kommission für Sachsen-Anhalt. Von 1963 bis 1970 war er korrespondierendes und seit 1970 ordentliches Mitglied der Kommission für geschichtliche Landeskunde in Baden-Württemberg. Er war von 1965 bis 1987 Vorsitzender des Breisgau-Geschichtsvereins Schau-ins-Land.

## Schriften
Monografien
- Der Handschuh im Recht, Ämterwesen, Brauch und Volksglauben (= Neue Deutsche Forschungen, Abt. Mittelalterliche Geschichte Bd. 5). Junker und Dünnhaupt, Berlin 1938; 2. Auflage (= unveränderter Nachdruck) Thorbecke, Sigmaringen 1981, ISBN 3-7995-6019-X.
- Königtum und Städte bis zum Ende des Investiturstreits. Thorbecke, Sigmaringen 1977. ISBN 3-7995-6671-6.
- gemeinsam mit Gottfried Wentz: Germania Sacra. Die Bistümer der Kirchenprovinz Magdeburg, Teil 1: Das Domstift St. Moritz in Magdeburg. Berlin 1972, und Teil 2: Die Kollegiatstifter St. Sebastian, St. Nicolai, St. Peter und St. Paul und St. Gandolf in Magdeburg. Berlin 1972, ISBN 3-11-001811-X.
- Königtum und Städte bis zum Ende des Investiturstreites. Die Politik der Ottonen und Salier gegenüber den werdenden Städten im östlichen Sachsen und in Nordthüringen. Thorbecke, Sigmaringen 1977, ISBN 3-7995-6671-6.

Herausgeberschaften
- Provinz Sachsen Anhalt (= Handbuch der Historischen Stätten Deutschlands. Band 11). 2., überarbeitete und ergänzte Auflage. Kröner, Stuttgart 1987, ISBN 3-520-31402-9.
- Gilden und Zünfte. Kaufmännische und gewerbliche Genossenschaften im frühen und hohen Mittelalter. Thorbecke, Sigmaringen 1985, ISBN 3-7995-6629-5 (online).